# 道の駅しまなみの駅御島
道の駅しまなみの駅御島（みちのえき しまなみのえきみしま）は、愛媛県今治市大三島町宮浦にある愛媛県道21号大三島上浦線の道の駅である。

## 沿革
- 1999年（平成11年）8月27日 - 道の駅に登録される。
- 2015年（平成27年）1月30日 - しまなみ海道周辺「道の駅」として近隣の道の駅4駅とともに「愛媛県施策の「愛媛マルゴト自転車道」のコース沿い、県内外のサイクリストが多く利用」を理由に重点道の駅に選定される[1]。

## 主な施設
- 駐車場
  - 普通車：30台
  - 自転車・バイク置場有
  - 身障者用：1台
- トイレ（いずれも24時間利用可能）
  - 男：大 4器、小 7器
  - 女：8器
  - 身障者用：1器
- 公衆電話
- 物産館
- レンタサイクル
- 観光案内所（観光ボランティア紹介）

## 休館日
- 年中無休

## アクセス
- 愛媛県道21号大三島上浦線

## 周辺
- 今治市役所 大三島支所
- 大山祇神社